# Синицевые тиранчики
Синицевые тиранчики (лат. Anairetes) — род воробьиных птиц из семейства тиранновых.

## Список видов
В состав рода включают 6 видов:
- Anairetes alpinus (Carriker, 1933) — Серогрудый синицевый тиранчик
- Anairetes fernandezianus (Philippi, 1857) — Островной синицевый тиранчик
- Anairetes flavirostris Sclater et Salvin, 1876 — Желтоклювый синицевый тиранчик
- Anairetes nigrocristatus Taczanowski, 1884
- Anairetes parulus (Kittlitz, 1830) — Хохлатый синицевый тиранчик
- Anairetes reguloides (D'Orbigny et Lafresnaye, 1837) — Полосатый синицевый тиранчик